# 奧林·史密斯
奧林·史密斯（英語：Orin C. Smith，1942年6月26日—2018年3月1日）於2000年至2005年擔任星巴克公司總裁兼首席執行官。他於1990年加入星巴克擔任副總裁兼首席財務官，1994年成為總裁兼首席運營官，1996年擔任星巴克董事。

## 個人生活
史密斯是華盛頓州西雅圖市的居民。於華盛頓的一個伐木營地萊德伍出生不久後便舉家搬到華盛頓的奇黑利斯。他在那裡長大，畢業於當地的W. F. 西高中，也是1960年高中籃球州冠軍Bearcats的一員。奇黑利斯當地的Vernetta Smith分館是Timberland地區圖書館系統的一部分，以他母親的名字命名。
史密斯在加利福尼亞州棕櫚沙漠的家中因胰腺癌去世，享年75歲。